# دريس

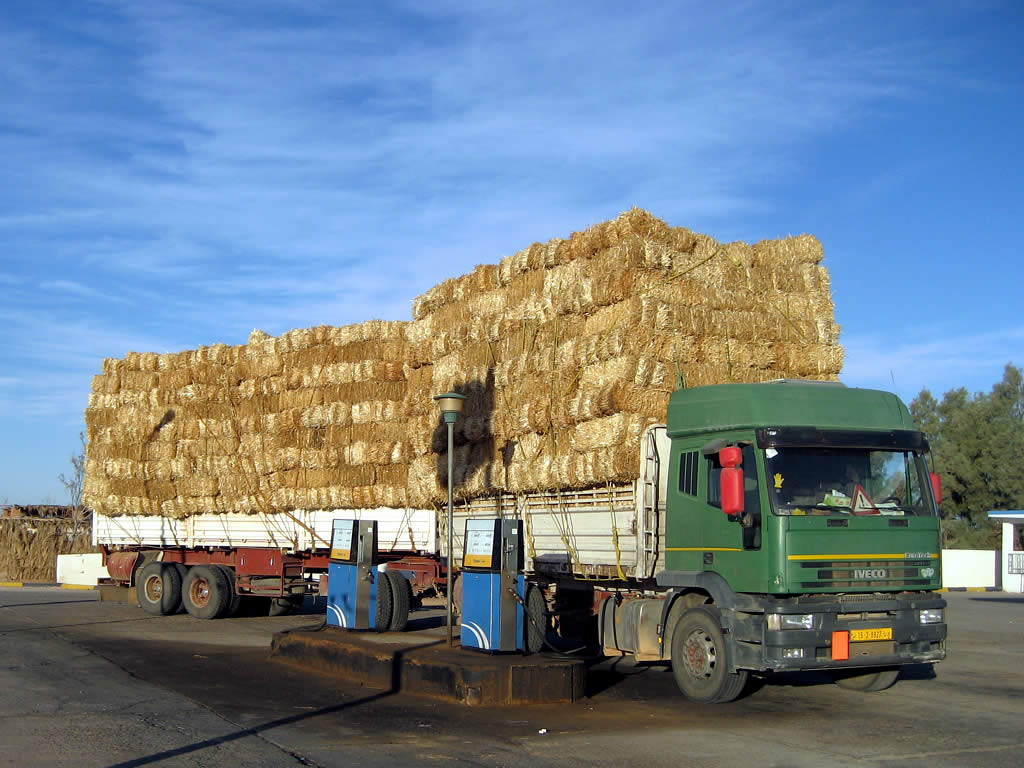
شاحنة تنقل تبنا في ليبيا.

الدريس أو التبن (بالإنجليزية: Hay)‏ هو نباتات علف أخضر خُفِّضت نسبة الرطوبة فيها بتجفيفها للمحافظة على خواصها الغذائية. يُحفَظ نظراً لعدم توافر مواد العلف أو المراعي على مدار السنة. فالدريس هو المادة الناتجة من تجفيف العلف الأخضر إلى الحد الذي يحفظه بدون تلف وهو إحدى الطرق العملية السهلة لحفظ العلف الأخضر في موسم وحصده خصوصاً في المناطق الجافة.

## النباتات المستخدمة في الدريس
النبات الأكثر استخداماً لعمل الدريس هو الفصفصة أو (البرسيم الحجازي). تستخدم أيضاً محاصيل بقولية أخرى أهمها النفل الأحمر وأحياناً الحندقوق. أفضل أنواع الدريس هي التي تحتوي خليطاً من البقوليات والنجيليات (مثل الإصبعية الفالاريس) في نفس الوقت.

## تجفيف الدريس
الهدف من التجفيف هو خفض رطوبة النباتات إلى 15% أو أقل وذلك لضمان عدم تدهور نوعيته نتيجة التعفن، والهدف الثاني هو حفظ القيمة الغذائية للعلف بتقليل فقد الأوراق. وكلما كان التجفيف سريعا كلما كان الدريس الناتج أقرب في النوعية إلى العلف الأخضر الذي صنع منه.

## طرق تجفيف الدريس
- التجفيف الحقلي
- التجفيف الحقلي المخزوني
- التجفيف الصناعي السريع (بالحرارة المرتفعة)

### التجفيف
وفيها يقطع العلف ويترك في الحقل ليجف للدرجة المناسبة على سطح الأرض وهذا يؤدى إلى زيادة الفقد في القيمة الغذائية والأفضل أن يُصفَّف اليميم في صفوف بعد الحش بوقت قصير وبذلك يسهل تقليبه.
وهناك طريقة أخرى للتجفيف وهي على حوامل خشبية مرتفعة عن سطح الأرض على شكل مثلثات وهذه الطريقة أفضل ولكن تكاليفها كبيرة.

### التجفيف الحقلي المخزوني
وفي هذه الطريقة يجفف الدريس جزئياً في الحقل إلى أن تصل رطوبته إلى 35 -40% ثم تنتقل إلى المخزن أما صحيحا أو مفروما مكبوسا في بالات أو سائبا. يدفع الهواء العادي أو الساخن خلاله ليُجَفَّف. وتفضل هذه الطريقة في الظروف الجوية المتقلبة. ويتميز الدريس الناتج بأنه أكثر احتفاظا باللون الأخضر وارتفاع نسبة الأوراق وارتفاع قيمته الغذائية.

### التجفيف الصناعي
وقد تستخدم الحرارة المرتفعة في تجفيف النبات حيث تتبخر منه المياه خلال فترة قصيرة جداً بحيث لا يسمح بحدوث التحولات الكيماوية الغير مرغوبة. وهذه الطريقة تحفظ للنبات مواده الغذائية وأوراقه وما بها من فيتامينات وكاروتين. ويَجري في معامل ثابتة أو بوحدات تجفيف متنقلة ويمكن ترك العلف ليفقد جزءاً من رطوبته ثم ينقل للمجفف الصناعي.

## بعض الملاحظات التي يجب مراعاتها في عمل الدريس
- عدم إنتاج الدريس من النفل الصغير (قبل بلوغ مرحلة الإزهار).
- عدم حش النبات وعليه الندى (في الصباح الباكر).
- مراعاة كبس الدريس في بالات أو حزم.
- تخزينه في مكان جيد التهوية.
- عدم التخزين لفترة طويلة لأن ذلك يفقده الكاروتين.

- توزيع الكمية على مدار السنة.

## القيمة الغذائية
والقيمة الغذائية لدريس البرسيم تتراوح بين 23.5 – 39 % معادل نشا والبروتين المهضوم يتراوح بين 5 – 16 %. وفي المتوسط تبلغ القيمة الغذائية لدريس النفل 32% معادل نشا، 9 % بروتين مهضوم.
وعموما أفضل طريقة لتجفيف النبات وإنتاج الدريس هي طريقة الحوامل الثلاثية للأسباب الآتية:
- لا تحتاج إلى تقليب وتقلل بالتالي فقد الأوراق.
- عدم التأثر برطوبة التربة.
- نشر النبات على الحوامل يسمح للهواء أن يتخلل النبات وذلك يسرع من عمليات التجفيف.
- يمكن كشف الأرض بسرعة.
- احتفاظه باللون الأخضر.

## خواص الدريس الجيد
الدريس الجيد هو الخالى من النموات الفطرية والذي لم يفقد اللون الطبيعي الأخضر الذي صنع منه، ويتمتع باستساغة عالية وهذه تتوقف على الرائحة والنكهة والمحتوى المرتفع نسبيا من السكريات.
أن تكون السوق قابلة للالتواء دون تقصف لأن الدريس المتقصف يدل على زيادة التجفيف وبالتالي فقد المواد الغذائية.